# Leichtathletik-Weltmeisterschaften 2019/Teilnehmer (Niger)
| Gelbes Symbol für Goldmedaillen mit stilisierten Olympischen Ringen | Graues Symbol für Silbermedaillen mit stilisierten Olympischen Ringen | Braundes Symbol für Bronzemedaillen mit stilisierten Olympischen Ringen |
| ------------------------------------------------------------------- | --------------------------------------------------------------------- | ----------------------------------------------------------------------- |
| —                                                                   | —                                                                     | —                                                                       |

Der Leichtathletikverband vom Niger nahm an den Leichtathletik-Weltmeisterschaften 2019 in Doha teil. Je eine Athletin und ein Athlet wurde vom nigrischen Verband nominiert.

## Ergebnisse

### Frauen

#### Laufdisziplinen
| Athletin       | Disziplin | Vorlauf    | Vorlauf | Halbfinale | Halbfinale | Finale | Finale |
| Athletin       | Disziplin | Zeit       | Platz   | Zeit       | Platz      | Zeit   | Platz  |
| -------------- | --------- | ---------- | ------- | ---------- | ---------- | ------ | ------ |
| Aminatou Seyni | 200 m     | 22,58 s NR | 6       | 22,77 s    | 10         | DNQ    | DNQ    |

### Männer

#### Laufdisziplinen
| Athlet           | Disziplin | Vorlauf | Vorlauf | Halbfinale | Halbfinale | Finale | Finale |
| Athlet           | Disziplin | Zeit    | Platz   | Zeit       | Platz      | Zeit   | Platz  |
| ---------------- | --------- | ------- | ------- | ---------- | ---------- | ------ | ------ |
| Moussa Zaroumeye | 400 m     | 48,13 s | 39      | DNQ        | DNQ        | –      | –      |